# شاذشاپور
شاذشاپور از شاهان ایرانی بود که در آغاز سده سوم میلادی، به عنوان شاه دست‌نشاندهٔ شاهنشاهی اشکانی، بر سپهان و سرزمین‌های کناری آن پادشاهی کرد. در سال ۳۳۴، اردشیر بابکان، بنیانگذار شاهنشاهی ساسانی شهر را محاصره کرد و او را کشت.